# Raymond Voß

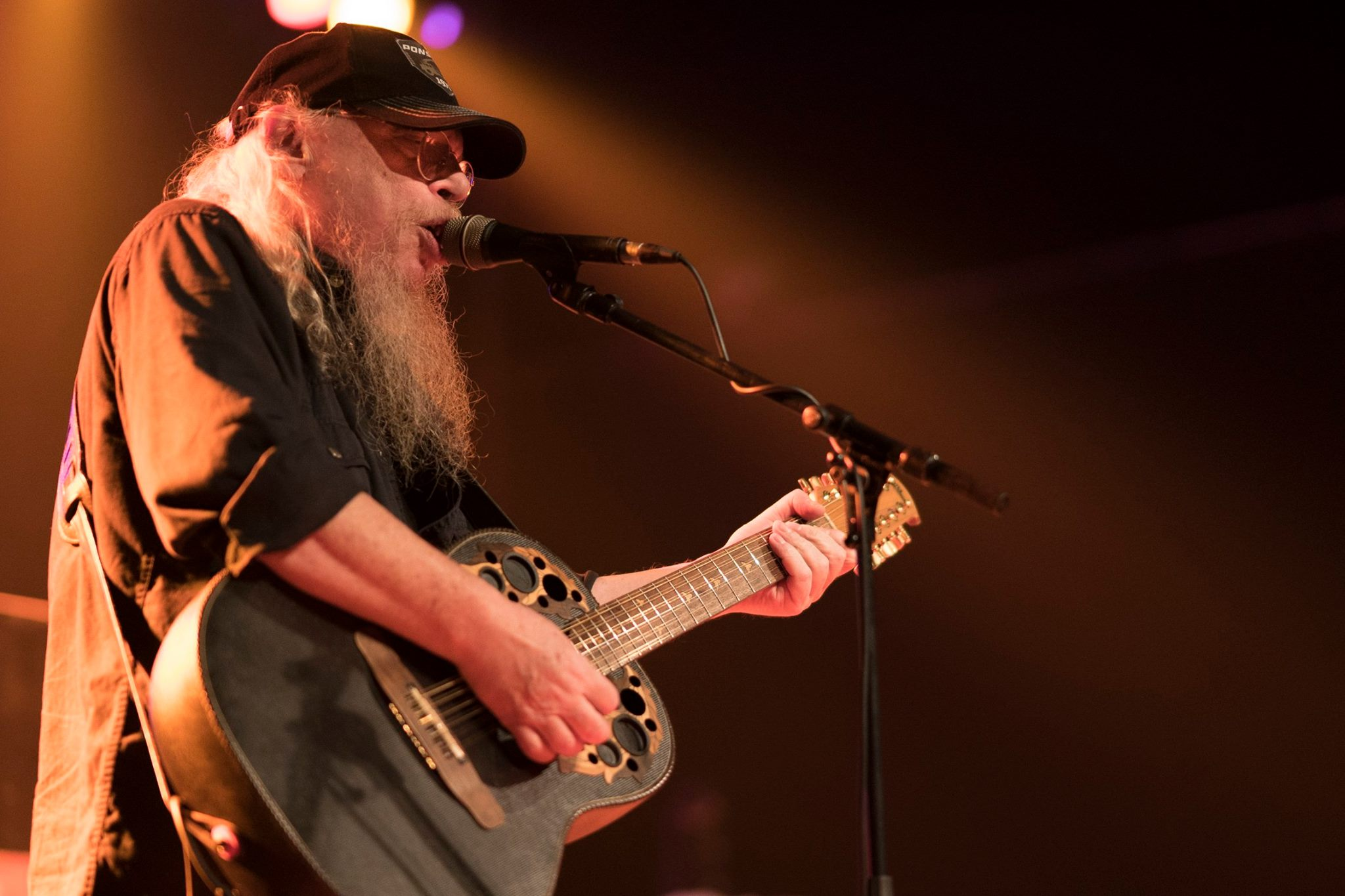
Raymond Voß bei einem Auftritt am 8. Dezember 2017 im Pier 2 in Bremen

Raymond Voß (* 11. Juli 1952) ist ein deutscher Musiker.

## Leben
Voß, dessen Vater Seemann war, machte im Hamburger Hafen eine Lehre als Quartiersmann und arbeitete drei Jahre in diesem Beruf.
Gemeinsam mit Klaus Büchner war Voß am Ernst-Deutsch-Theater zeitweise beschäftigt und dort für die Bühnenmusik zuständig. 1975 gründeten die beiden die Band Basia, ein Jahr später die Gruppe Torfrock. Danach wirkte er bei den Bands Eltern haften für ihre Kinder, Hammerburg, Hoellenhunde und Melfis mit. Markenzeichen von Raymond Voß sind seine raue Stimme und der an seine Vorbilder ZZ Top erinnernde lange Kinnbart. Eigener Aussage nach ist Voß „musikalisch unheimlich dem Südstaatenrock der Vereinigten Staaten verhaftet“. Musik müsse für ihn „swingen“, sagte Voß einmal. Er ist für Musik und Texte der Torfrock- (und einige Klaus-und-Klaus-)songs verantwortlich und spielte Gitarre bzw. E-Gitarre (sowohl sechs- als auch zwölfsaitig), E-Bass, Banjo und Keyboard (letzteres nur auf den Alben).
Voß’ Stimme ist unter anderem in den Torfrock-Liedern „Volle Granate Renate“, „Beinhart“, „Trunkenbold“ oder „Hörner Heben“ zu hören. Den generationenübergreifenden Erfolg Torfrocks verglich Voß einmal mit den Asterix-Heften: „Heute schmeißt sich noch ein Siebenjähriger wegen der Geschichten weg. So ähnlich ist das auch mit unserer Musik. Es ist die Kraft der Sprache der Lieder. Heute bekommen wir viel Post von jungen Menschen, die über die Kassetten der Eltern an Torfrock gekommen sind“, äußerte er im Dezember 2012 gegenüber der Celleschen Zeitung.
Er singt auch im Song „Orient Express“ des Westernhagen-Gitarristen Jay Stapley. Raymond Voß hat sich auch als Synchronsprecher in den Werner-Filmen betätigt. Dort leiht er dem „Präsi“ des Motorradklubs MC Klappstuhl sowie dem Bauunternehmer Günzelsen und einem Maurer die Stimme. Zum Soundtrack hat Torfrock auch einige Lieder beigesteuert. Weiterhin produziert Raymond Voß einige Solostücke unter seinem eigenen Namen sowie Songs für seine Band „Eltern Haften Für Ihre Kinder“. Aufgrund von Problemen am Herzen musste Voß ab 2018 auf Auftritte mit Torfrock, darunter die Bagaluten-Wiehnacht, verzichten.
Lange Zeit war Voß ausschließlich Rhythmusgitarrist, ab 1999 übernahm er jedoch nach dem Tod seines Torfrock-Bandkollegen Jürgen Lugge auch die Gitarrensoli.
Raymond Voß lebt in Stubben (Lauenburg) in Schleswig-Holstein.
Im Mai 2023 verkündete Voß seinen Abschied von der Bühne aus gesundheitlichen Gründen. Sein Posten wurde von Volker Schmidt übernommen, welcher bereits seit 2004 als E-Bassist in der Band war. Bereits vorher hatten die beiden bei mehreren Liedern wie Midde Band die Instrumente getauscht. Selten spielten auch beide Gitarre (wie in Karola Petersen) oder Schmidt Mundharmonika (Der Boxer), wenn ein Gast-Bassist wie beispielsweise Schmidts Vorgänger Ingo Seehase zur Stelle war, so u. a. zum 30-Jahre-Konzert 2007.
Während er an akustischen Gitarren hauptsächlich zwölfsaititige spielte, spielte er, was E-Gitarren anging, hauptsächlich jene von Gibson, u. a. die Explorer und Flying V.